# San Patricio (Texas)
San Patricio è una città degli Stati Uniti d'America, situata nello Stato del Texas, nella Contea di San Patricio e in parte nella Contea di Nueces.